# Hafei

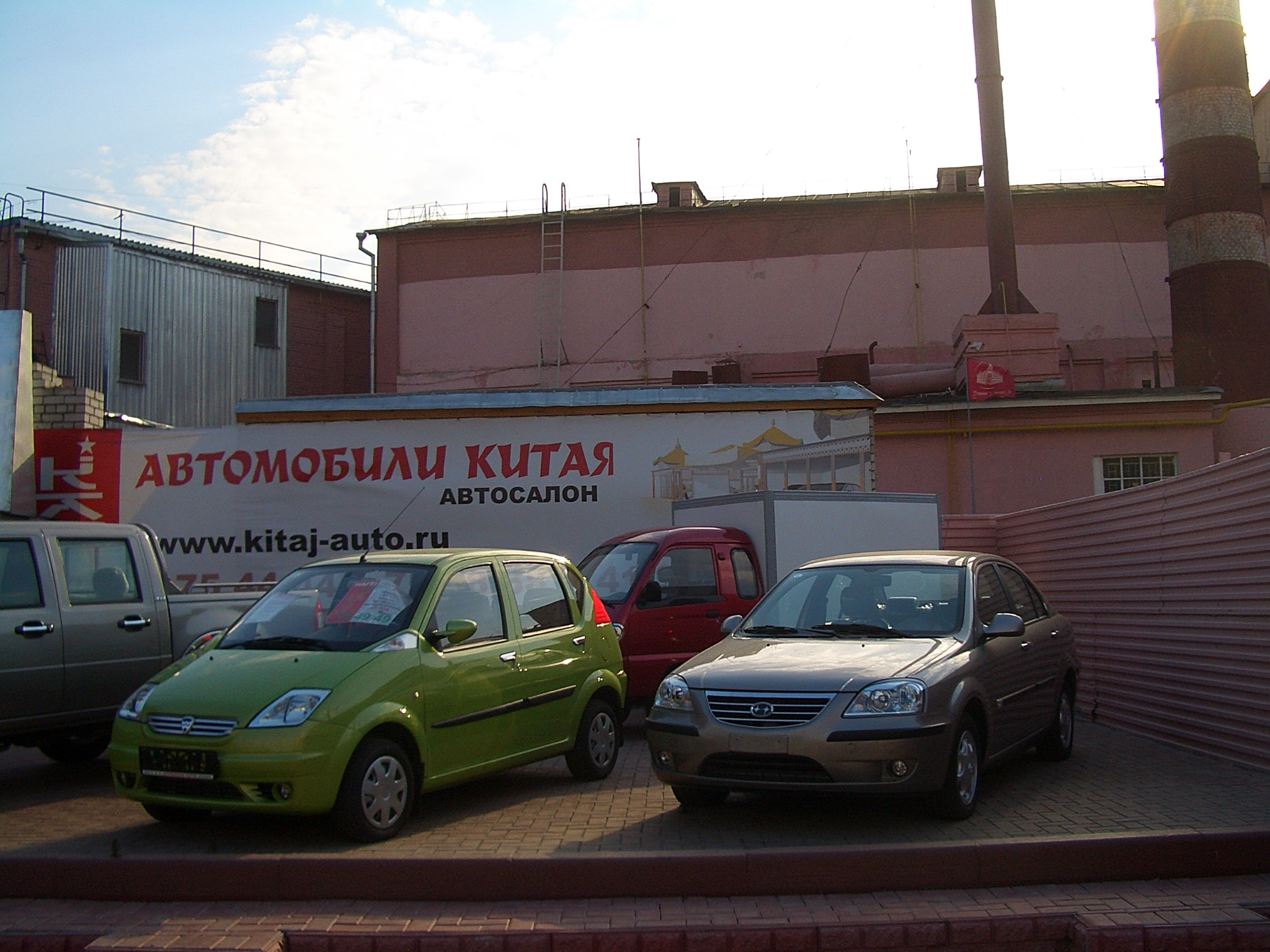
Automobiles Hafei en vente dans Nijni Novgorod, Russie

Hafei est un constructeur automobile chinois, ancienne filiale du groupe aéronautique AVIC, intégré depuis au groupe Chang'an Motors.
En 2006, il a produit 260 000 véhicules, essentiellement dans le secteur des véhicules utilitaires.